# Europees kampioenschap voetbal mannen onder 19 - 2002 (kwalificatie)
De kwalificatie voor het Europees kampioenschap voetbal voor mannen onder 19 jaar van 2002 werd gespeeld tussen 26 augustus 2001 en 22 mei 2002. Er zouden in totaal zeven landen kwalificeren voor het eindtoernooi dat in juli 2002 heeft plaatsgevonden in Noorwegen. Spelers die geboren zijn na 1 januari 1983 mochten deelnemen. Noorwegen hoefde geen kwalificatiewedstrijden te spelen, dit land was als gastland automatisch gekwalificeerd. In totaal deden er 50 landen van de UEFA mee.

## Gekwalificeerde landen
| # | Land      | Gekwalificeerd als   | Beste prestatie |
| - | --------- | -------------------- | --------------- |
| 1 | Noorwegen | Gastland             | Debuut          |
| 2 | Tsjechië  | Winnaar tweede ronde | Debuut          |
| 3 | Italië    | Winnaar tweede ronde | Debuut          |
| 4 | Engeland  | Winnaar tweede ronde | Debuut          |
| 5 | Slowakije | Winnaar tweede ronde | Debuut          |
| 6 | België    | Winnaar tweede ronde | Debuut          |
| 7 | Ierland   | Winnaar tweede ronde | Debuut          |
| 8 | Duitsland | Winnaar tweede ronde | Debuut          |

## Eerste ronde

### Groep 1
De wedstrijden werden gespeeld tussen 31 augustus en 15 november.
| Pos | Team      | Wed | W | G | V | Ptn | DV | DT | +/− | Kwalificatie                   |     | GER | TUR | SWE |
| --- | --------- | --- | - | - | - | --- | -- | -- | --- | ------------------------------ | --- | --- | --- | --- |
| 1   | Duitsland | 4   | 3 | 1 | 0 | 10  | 11 | 4  | +7  | Geplaatst voor de tweede ronde |     | —   | 3–1 | 2–1 |
| 2   | Turkije   | 4   | 1 | 1 | 2 | 4   | 7  | 8  | −1  |                                |     | 2–2 | —   | 2–1 |
| 3   | Zweden    | 4   | 1 | 0 | 3 | 3   | 5  | 11 | −6  |                                | 0–4 | 3–2 | —   |     |

### Groep 2
De wedstrijden werden gespeeld tussen 26 augustus en 30 augustus in Estland.
| Pos | Team    | Wed | W | G | V | Ptn | DV | DT | +/− | Kwalificatie                   |   | POL | WAL | EST |
| --- | ------- | --- | - | - | - | --- | -- | -- | --- | ------------------------------ | - | --- | --- | --- |
| 1   | Polen   | 2   | 2 | 0 | 0 | 6   | 4  | 0  | +4  | Geplaatst voor de tweede ronde |   | —   | 0–1 | 3–0 |
| 2   | Wales   | 2   | 1 | 0 | 1 | 3   | 6  | 2  | +4  |                                |   | —   | —   | 1–6 |
| 3   | Estland | 2   | 0 | 0 | 2 | 0   | 1  | 9  | −8  |                                | — | —   | —   |     |

### Groep 3
De wedstrijden werden gespeeld tussen 26 september en 30 september in Litouwen.
| Pos | Team     | Wed | W | G | V | Ptn | DV | DT | +/− | Kwalificatie                   |   | LTU | RUS | CYP |
| --- | -------- | --- | - | - | - | --- | -- | -- | --- | ------------------------------ | - | --- | --- | --- |
| 1   | Litouwen | 2   | 2 | 0 | 0 | 6   | 3  | 0  | +3  | Geplaatst voor de tweede ronde |   | —   | 1–0 | 2–0 |
| 2   | Rusland  | 2   | 1 | 0 | 1 | 3   | 3  | 2  | +1  |                                |   | —   | —   | 3–1 |
| 3   | Cyprus   | 2   | 0 | 0 | 2 | 0   | 1  | 5  | −4  |                                | — | —   | —   |     |

### Groep 4
De wedstrijden werden gespeeld tussen 7 november en 11 november in Engeland.
| Pos | Team      | Wed | W | G | V | Ptn | DV | DT | +/− | Kwalificatie                   |   | ENG | HUN | GEO |
| --- | --------- | --- | - | - | - | --- | -- | -- | --- | ------------------------------ | - | --- | --- | --- |
| 1   | Engeland  | 2   | 2 | 0 | 0 | 6   | 7  | 2  | +5  | Geplaatst voor de tweede ronde |   | —   | 3–1 | 4–1 |
| 2   | Hongarije | 2   | 0 | 1 | 1 | 1   | 2  | 4  | −2  |                                |   | —   | —   | 1–1 |
| 3   | Georgië   | 2   | 0 | 1 | 1 | 1   | 2  | 5  | −3  |                                | — | —   | —   |     |

### Groep 5
De wedstrijden werden gespeeld tussen 24 september en 28 september in Finland.
| Pos | Team            | Wed | W | G | V | Ptn | DV | DT | +/− | Kwalificatie                   |   | MKD | FIN | AZE |
| --- | --------------- | --- | - | - | - | --- | -- | -- | --- | ------------------------------ | - | --- | --- | --- |
| 1   | Noord-Macedonië | 2   | 2 | 0 | 0 | 6   | 5  | 3  | +2  | Geplaatst voor de tweede ronde |   | —   | 3–2 | 2–1 |
| 2   | Finland         | 2   | 1 | 0 | 1 | 3   | 4  | 3  | +1  |                                |   | —   | —   | 2–0 |
| 3   | Azerbeidzjan    | 2   | 0 | 0 | 2 | 0   | 1  | 4  | −3  |                                | — | —   | —   |     |

### Groep 6
De wedstrijden werden gespeeld tussen 3 oktober en 7 november.
| Pos | Team        | Wed | W | G | V | Ptn | DV | DT | +/− | Kwalificatie                   |     | ESP | SUI | ARM |
| --- | ----------- | --- | - | - | - | --- | -- | -- | --- | ------------------------------ | --- | --- | --- | --- |
| 1   | Spanje      | 4   | 4 | 0 | 0 | 12  | 17 | 1  | +16 | Geplaatst voor de tweede ronde |     | —   | 2–0 | 6–0 |
| 2   | Zwitserland | 4   | 2 | 0 | 2 | 6   | 8  | 6  | +2  |                                |     | 1–3 | —   | 3–1 |
| 3   | Armenië     | 4   | 0 | 0 | 4 | 0   | 1  | 19 | −18 |                                | 0–6 | 0–4 | —   |     |

### Groep 7
De wedstrijden werden gespeeld tussen 9 oktober en 13 oktober in Tsjechië.
| Pos | Team     | Wed | W | G | V | Ptn | DV | DT | +/− | Kwalificatie                   |   | CZE | ISL | UKR | AND  |
| --- | -------- | --- | - | - | - | --- | -- | -- | --- | ------------------------------ | - | --- | --- | --- | ---- |
| 1   | Tsjechië | 3   | 2 | 1 | 0 | 7   | 18 | 3  | +15 | Geplaatst voor de tweede ronde |   | —   | 2–2 | 3–1 | 13–0 |
| 2   | IJsland  | 3   | 2 | 1 | 0 | 7   | 10 | 2  | +8  |                                |   | —   | —   | 1–0 | 7–0  |
| 3   | Oekraïne | 3   | 1 | 0 | 2 | 3   | 4  | 4  | 0   |                                | — | —   | —   | 3–0 |      |
| 4   | Andorra  | 3   | 0 | 0 | 3 | 0   | 0  | 23 | −23 |                                | — | —   | —   | —   |      |

### Groep 8
De wedstrijden werden gespeeld tussen 5 november en 9 november in Luxemburg.
| Pos | Team       | Wed | W | G | V | Ptn | DV | DT | +/− | Kwalificatie                   |   | BUL | DEN | MLT | LUX |
| --- | ---------- | --- | - | - | - | --- | -- | -- | --- | ------------------------------ | - | --- | --- | --- | --- |
| 1   | Bulgarije  | 3   | 2 | 1 | 0 | 7   | 7  | 3  | +4  | Geplaatst voor de tweede ronde |   | —   | 2–1 | 4–1 | 1–1 |
| 2   | Denemarken | 3   | 1 | 1 | 1 | 4   | 3  | 3  | 0   |                                |   | –   | —   | 1–0 | 1–1 |
| 3   | Malta      | 3   | 1 | 0 | 2 | 3   | 2  | 5  | −3  |                                | – | –   | —   | 1–0 |     |
| 4   | Luxemburg  | 3   | 0 | 2 | 1 | 2   | 2  | 3  | −1  |                                | – | –   | –   | —   |     |

### Groep 9
De wedstrijden werden gespeeld tussen 12 oktober en 16 oktober in Liechtenstein.
| Pos | Team                  | Wed | W | G | V | Ptn | DV | DT | +/− | Kwalificatie                   |   | SVK | BIH | NIR | LIE |
| --- | --------------------- | --- | - | - | - | --- | -- | -- | --- | ------------------------------ | - | --- | --- | --- | --- |
| 1   | Slowakije             | 3   | 2 | 1 | 0 | 7   | 5  | 1  | +4  | Geplaatst voor de tweede ronde |   | —   | 1–0 | 1–1 | 3–0 |
| 2   | Bosnië en Herzegovina | 3   | 1 | 1 | 1 | 4   | 2  | 2  | 0   |                                |   | –   | —   | 1–0 | 1–1 |
| 3   | Noord-Ierland         | 3   | 1 | 1 | 1 | 4   | 2  | 2  | 0   |                                | – | –   | —   | 1–0 |     |
| 4   | Liechtenstein         | 3   | 0 | 1 | 2 | 1   | 1  | 5  | −4  |                                | – | –   | –   | —   |     |

### Groep 10
De wedstrijden werden gespeeld tussen 20 november en 24 november in Italië.
| Pos | Team        | Wed | W | G | V | Ptn | DV | DT | +/− | Kwalificatie                   |   | POR | ITA | BLR | MDA |
| --- | ----------- | --- | - | - | - | --- | -- | -- | --- | ------------------------------ | - | --- | --- | --- | --- |
| 1   | Portugal    | 3   | 2 | 0 | 1 | 6   | 5  | 2  | +3  | Geplaatst voor de tweede ronde |   | —   | 2–0 | 1–2 | 2–0 |
| 2   | Italië      | 3   | 2 | 0 | 1 | 6   | 6  | 2  | +4  |                                |   | –   | —   | 2–0 | 4–0 |
| 3   | Wit-Rusland | 3   | 1 | 1 | 1 | 4   | 2  | 3  | −1  |                                | – | –   | —   | 0–0 |     |
| 4   | Moldavië    | 3   | 0 | 1 | 2 | 1   | 0  | 6  | −6  |                                | – | –   | –   | —   |     |

1. ↑  Beter onderling resultaat.

### Groep 11
De wedstrijden werden gespeeld tussen 26 september en 30 november.
| Pos | Team        | Wed | W | G | V | Ptn | DV | DT | +/− | Kwalificatie                   |     | BEL | ROM | YUG | ISR |
| --- | ----------- | --- | - | - | - | --- | -- | -- | --- | ------------------------------ | --- | --- | --- | --- | --- |
| 1   | België      | 6   | 3 | 1 | 2 | 10  | 10 | 5  | +5  | Geplaatst voor de tweede ronde |     | —   | 3–0 | 3–1 | 3–1 |
| 2   | Roemenië    | 6   | 2 | 3 | 1 | 9   | 9  | 6  | +3  |                                |     | 1–1 | —   | 1–1 | 2–0 |
| 3   | Joegoslavië | 6   | 2 | 2 | 2 | 8   | 6  | 9  | −3  |                                | 1–0 | 0–4 | —   | 3–1 |     |
| 4   | Israël      | 6   | 1 | 2 | 3 | 5   | 4  | 9  | −5  |                                | 1–0 | 1–1 | 0–0 | —   |     |

### Groep 12
De wedstrijden werden gespeeld tussen 24 oktober en 28 oktober in Slovenië.
| Pos | Team        | Wed | W | G | V | Ptn | DV | DT | +/− | Kwalificatie                   |   | GRE | SLO | SCO | FAR |
| --- | ----------- | --- | - | - | - | --- | -- | -- | --- | ------------------------------ | - | --- | --- | --- | --- |
| 1   | Griekenland | 3   | 2 | 0 | 1 | 6   | 9  | 4  | +5  | Geplaatst voor de tweede ronde |   | —   | 2–3 | 2–1 | 5–0 |
| 2   | Slovenië    | 3   | 2 | 0 | 1 | 6   | 7  | 4  | +3  |                                |   | –   | —   | 1–2 | 3–0 |
| 3   | Schotland   | 3   | 2 | 0 | 1 | 6   | 5  | 4  | +1  |                                | – | –   | —   | 2–1 |     |
| 4   | Faeröer     | 3   | 0 | 0 | 3 | 0   | 1  | 10 | −9  |                                | – | –   | –   | —   |     |

### Groep 13
De wedstrijden werden gespeeld tussen 10 november en 14 november in Frankrijk.
| Pos | Team       | Wed | W | G | V | Ptn | DV | DT | +/− | Kwalificatie                   |   | NED | FRA | ALB | SMR |
| --- | ---------- | --- | - | - | - | --- | -- | -- | --- | ------------------------------ | - | --- | --- | --- | --- |
| 1   | Nederland  | 3   | 3 | 0 | 0 | 9   | 17 | 2  | +15 | Geplaatst voor de tweede ronde |   | —   | 2–1 | 8–1 | 7–0 |
| 2   | Frankrijk  | 3   | 2 | 0 | 1 | 6   | 11 | 2  | +9  |                                |   | –   | —   | 5–0 | 5–0 |
| 3   | Albanië    | 3   | 0 | 1 | 2 | 1   | 2  | 14 | −12 |                                | – | –   | —   | 1–1 |     |
| 4   | San Marino | 3   | 0 | 1 | 2 | 1   | 1  | 13 | −12 |                                | – | –   | –   | —   |     |

### Groep 14
De wedstrijden werden gespeeld tussen 5 november en 9 november in Ierland.
| Pos | Team       | Wed | W | G | V | Ptn | DV | DT | +/− | Kwalificatie                   |   | IRL | CRO | AUT | LAT |
| --- | ---------- | --- | - | - | - | --- | -- | -- | --- | ------------------------------ | - | --- | --- | --- | --- |
| 1   | Ierland    | 3   | 3 | 0 | 0 | 9   | 8  | 1  | +7  | Geplaatst voor de tweede ronde |   | —   | 3–1 | 2–0 | 3–0 |
| 2   | Kroatië    | 3   | 2 | 0 | 1 | 6   | 6  | 4  | +2  |                                |   | –   | —   | 1–0 | 4–1 |
| 3   | Oostenrijk | 3   | 1 | 0 | 2 | 3   | 2  | 3  | −1  |                                | – | –   | —   | 2–0 |     |
| 4   | Letland    | 3   | 0 | 0 | 3 | 0   | 1  | 9  | −8  |                                | – | –   | –   | —   |     |

## Tweede ronde
| Team 1    | Totaal | Team 2          | Wedstrijden | Datums        | Locatie           |
| --------- | ------ | --------------- | ----------- | ------------- | ----------------- |
| Duitsland | 2–2    | Polen           | 0–0         | 25 april 2002 | Gütersloh         |
| Duitsland | 2–2    | Polen           | 2–2         | 2 mei 2002    | Gdynia            |
| Engeland  | 3–2    | Litouwen        | 1–1         | 17 april 2002 | Kaunas            |
| Engeland  | 3–2    | Litouwen        | 2–1         | 21 april 2002 | Nottingham        |
| Spanje    | 7–1    | Noord-Macedonië | 3–1         | 24 april 2002 | Strumica          |
| Spanje    | 7–1    | Noord-Macedonië | 4–0         | 22 mei 2002   | Murcia            |
| Tsjechië  | 4–2    | Bulgarije       | 1–1         | 1 mei 2002    | Sardice           |
| Tsjechië  | 4–2    | Bulgarije       | 3–1         | 14 mei 2002   | Sevlievo          |
| Slowakije | 2–1    | Portugal        | 1–1         | 17 april 2002 | Dubnica nad Vahom |
| Slowakije | 2–1    | Portugal        | 1–0         | 15 mei 2002   | Rio Maior         |
| België    | 6–2    | Griekenland     | 4–1         | 10 april 2002 | Genk              |
| België    | 6–2    | Griekenland     | 2–1         | 1 mei 2002    | Kalloni           |
| Ierland   | 2–1    | Nederland       | 2–1         | 20 maart 2002 | Rotterdam         |
| Ierland   | 2–1    | Nederland       | 0–0         | 10 april 2002 | Cork              |